# Aucan
Gli Aucan sono un gruppo musicale italiano, formatosi a Brescia nel 2007.

## Storia del gruppo

### Esordi
Aucan nasce come progetto a distanza via internet fra Jo Ferliga, Dario Dassenno (già membro della Were Like Tetris Royal Orchestra) e Francesco D'Abbraccio. Nel 2006 Jo si trasferisce a Londra prima e a Barcellona poi, dove acquista il primo sintetizzatore e dà vita al progetto Everything in collaborazione con l'artista di Tokyo Sosaku Miyazaki. Nel frattempo Dario e Francesco scrivono tracce ibride utilizzando batteria, campionatori, chitarre e laptop. Nascono le prime tracce di quello che diventerà il primo demo degli Aucan intitolato Source:code.fdp

### 2009 – Self Titled e DNA ep
Ad interessarsi al progetto è Julien Fernandez di AfricanTape. A ottobre 2008 la label francese pubblica il primo album ufficiale della band, l'omonimo Aucan, che porta il gruppo a ricevere le prime attenzioni da parte della critica discografica. Pressoché sconosciuti, gli Aucan compiono nel 2009 un tour per l'Europa (30 date fra cui Parigi, Berlino, Bristol, Londra e Copenaghen), suonando in club indie e underground e partecipando ad alcuni festival, come il B-Sides di Lucerna.
L'8 febbraio 2010 pubblicano un EP, DNA (AfricanTape). Il brano Crisis è considerato dalla band come il nucleo originario della propria musica, ed è il primo pezzo in cui gli Aucan mischiano noise rock, dub e grime.

### 2011 –Black Rainbow
Il 18 febbraio 2011 viene presentato ufficialmente il secondo album della band, Black Rainbow pubblicato da La Tempesta International. Il gruppo ottiene la copertina del numero di marzo della rivista musicale francese Noise Mag; e l'album viene inserito nella Top 10 di fine anno della rivista. Il tour promozionale dell'album conta oltre 150 date ed include diverse manifestazioni musicali, come l'Eurosonic Festival e il Ferrara Sotto le Stelle, alcune con artisti internazionali fra cui Tricky, Matmos, dEUS.
Nel 2012 la band con una "svolta elettronica" presenta un disco di remix di Black Rainbow. Il disco vede la collaborazione, tra gli altri, di Mick Harris e di Will Brooks (Dalek). Durante l'estate la band apre per i Chemical Brothers e viene invitata personalmente dai Placebo (conosciuti durante il tour di DNA) per aprire le date di Roma e Verona della band inglese. Partecipano inoltre ad alcuni dei più importanti festival di musica elettronica europei, come "Fusion" e "Marsatac" con un nuovo show a cavallo tra rock e dj-set.

### 2015 – Stelle Fisse
Nell'autunno del 2015 gli Aucan annunciano la firma con l'etichetta londinese Kowloon. "Stelle Fisse" Esce a novembre seguito da un tour in Italia e in Francia. Il disco, preceduto dal singolo "Disto" che esce in collaborazione con Clash Magazine, ottiene buoni giudizi dalla critica soprattutto in Inghilterra dove riceve il bollino "Noise Of The Week" dal Sunday Times. Gli Aucan cambiano formazione per il tour francese presentandosi in due con un set elettroacustico che si basa sull'utilizzo di drum machines, synth modulare, campionatori, voce effettata, basso, chitarra e loop di elementi acustici.

## Formazione
- Jo Ferliga – voce, chitarra elettrica, sintetizzatore, tastiere, campionatore
- Francesco D'Abbraccio – sintetizzatore, chitarra elettrica, effetti musicali
- Dario Dassenno – batteria

## Discografia

### Album
- 2008 - Aucan (AfricanTape - Ruminance)
- 2011 - Black Rainbow (AfricanTape - La Tempesta International)
- 2012 - Black Rainbow Remixes (Aucanize - Jarring Effects - La Tempesta International)
- 2015 - Stelle Fisse

### EP
- 2005 - Millimetric Miles
- 2007 - Source:code (demo autoprodotto)
- 2010 - DNA (AfricanTape - Ruminance) (ripubblicato poi nel 2011)
- 2014 - EP I

### Singoli
- 2010 - Crisis/4RT S (Stiff Slack) (split insieme ai Talking Dead Goats "45)